# Pteris paucipinnata
Pteris paucipinnata là một loài dương xỉ trong họ Pteridaceae. Loài này được Alston in Exell mô tả khoa học đầu tiên năm 1959.
Danh pháp khoa học của loài này chưa được làm sáng tỏ. 